# كين أوسبورن
كين أوسبورن (بالإنجليزية: Ken Osborne)‏ هو لاعب كرة قدم أسترالية أسترالي، ولد في 26 سبتمبر 1948، وتوفي في 3 يناير 2016.

## وصلات خارجية
- كين أوسبورن على موقع AustralianFootball.com (الإنجليزية)
- كين أوسبورن على موقع AFLtables.com (الإنجليزية)